# Vestlandet

A Vestlandet elhelyezkedése Norvégiában

Vestlandet egyike Norvégia öt földrajzi régiójának. Az ország déli részének atlanti-óceáni partvonalán fekszik.
A következő négy megyéből áll: Rogaland, Hordaland, Sogn og Fjordane és Møre og Romsdal. A régióban 1,2 millió ember él. Legnagyobb városa Bergen, a második legnagyobb Stavanger.
A Vestlandet Európa egyik legcsapadékosabb területe. Hegyvidékein átlagban 3500 milliméter az átlagos éves csapadék, de vannak évek, amikor eléri az 5000 millimétert is. Bergenben évente 2250 milliméter csapadék esik. A nedves éghajlatot részben a Golf-áramlat okozza, ami melegebbé is teszi a régiót Norvégia más területeinél, ezért itt télen is gyakoribb az eső, mint a havazás.
A Vestlandetben él a norvég nyelv Nynorsk nyelvjárása beszélőinek túlnyomó része, a régió lakóinak 56%-a azonban itt is az elterjedtebb Bokmål nyelvjárást beszéli (mivel a városok lakói általában ez utóbbit használják). Sogn og Fjordane megyében a Nynorsk beszélőinek aránya 97%, Møre og Romsdalban 55%, Hordalandban és Rogalandban azonban már csak 42, illetve 27%.
Rogaland délkeleti részeit néha a szomszédos Sørlandet régióhoz sorolják. Néha az északabbra fekvő régióhoz értik Møre og Romsdal megyét (de csak akkor, ha a régiót Trøndelag helyett Midt-Norge vagy Midt-Noreg néven nevezik.) 

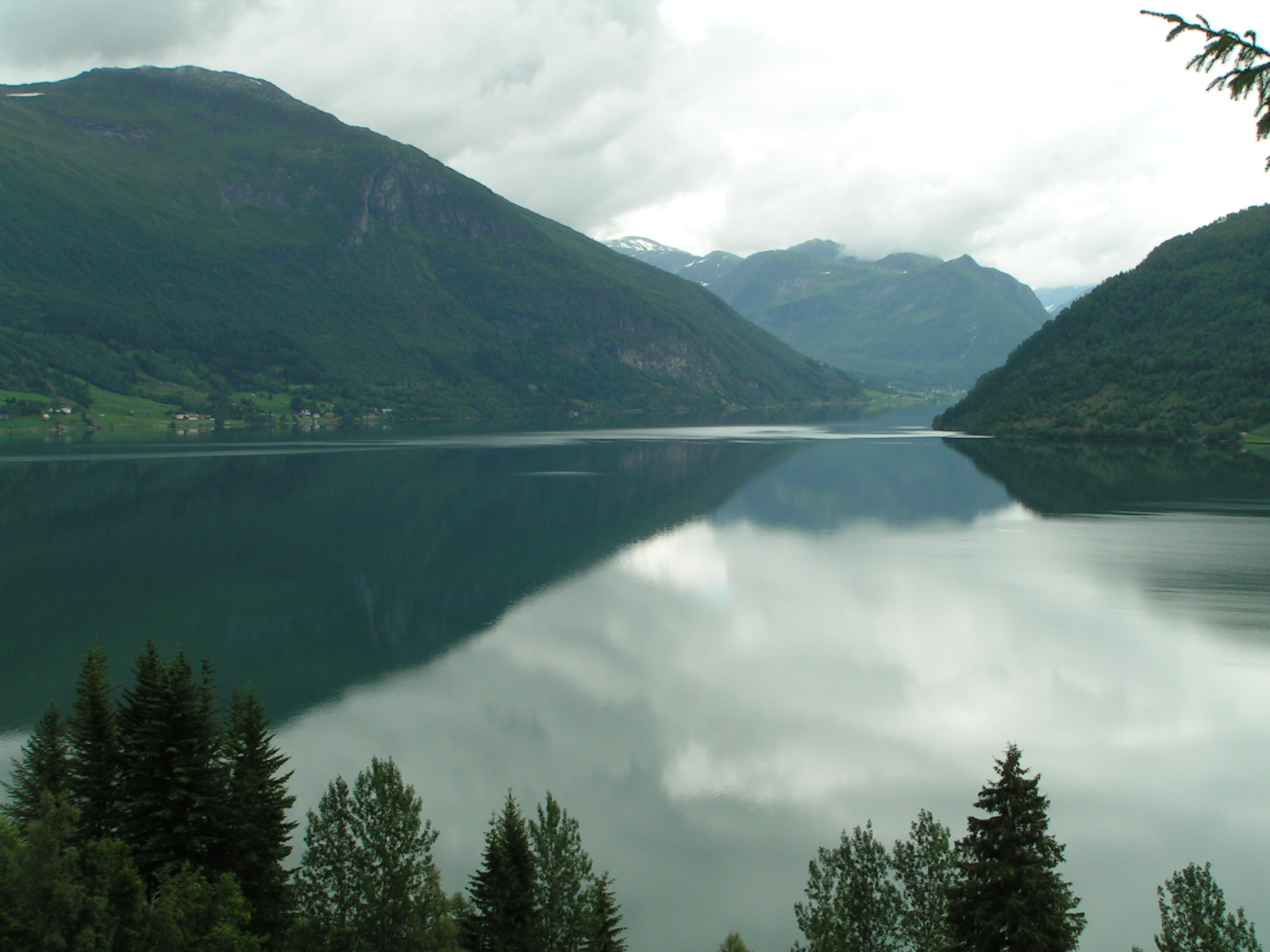
A Haukedalsvatnet, tó Sogn og Fjordane megyében